# Herborist
Een herborist is een kruidenkundige, die geneeskrachtige planten en natuurlijke ingrediënten in preparaten verwerkt tot producten die gebruikt worden in de natuurgeneeskunde. Een herborist kan preparaten bereiden op aanvraag of verkoopt natuurproducten kant en klaar. Herboristen kunnen fytotherapie toepassen, maar ook aromatherapie en gemmotherapie, die tot de pseudowetenschap gerekend worden.

## Geschiedenis

### Herboristen in Frankrijk
Het beroep van herborist werd voor het eerst in Frankrijk erkend in januari 1312. De corporatie van kruidendokters werd erkend in de vijftiende eeuw.
Vanaf de 18de eeuw was een universitair diploma in de kruidengeneeskunde gereserveerd voor artsen, apothekers en dierenartsen die waren afgestudeerd aan de medische faculteit van Parijs. Diploma's werden door de Faculteit der Geneeskunde uitgegeven vanaf 1778. Volgens de Franse wet L659 van het Wetboek van Volksgezondheid, is de praktijk van de kruidengeneeskunde enkel nog toegankelijk voor apothekers die studeerden via de faculteit en voor de laatste herboristen die hun praktijk mochten blijven beoefenen. Het aantal herboristen daalde in de tijd en apothekers bleven bestaan. Die waren gemachtigd om planten te verhandelen die niet waren opgenomen in de lijst van 193 planten die vrij verkrijgbaar waren.
In 1927 werd de Nationale School voor Kruidkunde in Parijs gesticht.Tijdens het Vichy-regime werd de opleiding afgeschaft en het diploma kon niet meer behaald worden vanaf 1941. In Frankrijk werd dit sindsdien niet meer heringevoerd. De laatste diploma's werden uitgegeven op 11 september 1941.
In Frankrijk is sinds 1982 de Vereniging voor de heropleving van de fytotherapie op zoek naar erkenning van het beroep van herborist door de oprichting van een Europees diploma phytologue-herboriste.

### Herboristen in België
Vanaf de onafhankelijkheid van België in 1830 zijn er studies mogelijk via de Europese School van kruidengeneeskunde in Brussel.
In de 21ste eeuw worden verschillende studies aangeboden door privé-centra en via het afstandsonderwijs, die leiden tot het behalen van het diploma herborist. Deze kunnen erkend zijn op grond van diverse regelingen: via het koninklijk besluit van 21 december 1998 betreffende de beroepsbekwaamheid voor zelfstandige activisten, de programmawet van 10 februari 1998 tot bevordering van het zelfstandig ondernemerschap en het koninklijk besluit van 21 oktober 1998 tot bevordering van het ondernemerschap.